# 猪去館
猪去館（いさりたて）は、岩手県盛岡市にあった日本の城。別称猪去御所。

## 概要
猪去斯波氏の居館で、雫石川右岸の沖積地に突き出した台地上部に100メートル×50メートルの規模で立地し、堀跡が残る。
天文14年（1544年）、高水寺城主斯波詮高は南部氏から岩手郡太田の滴石城（後の雫石城）を攻略し、南部晴政を三戸に敗走させた。
翌天文15年（1545年）に嫡男の経詮に家督を継がせ、次男・詮貞を滴石から改称した雫石城に、三男・詮義を太田の猪去館に配置して、「三御所」と称して南部氏の反攻に備えた。